# Herrmannsacker
Herrmannsacker – część gminy (Ortsteil) Harztor w Niemczech, w kraju związkowym Turyngia, w powiecie Nordhausen. Do 5 lipca 2018 jako samodzielna gmina wchodziła w skład wspólnoty administracyjnej Hohnstein/Südharz.